# Sylvain Geens
Sylvain Geens was een politie-personage uit de Vlaamse soap Thuis, dat gespeeld werd door Wim Danckaert van 2004 tot 2005 en van 2008 tot 2009.

## Fictieve biografie
Hij komt er in als hoofdinspecteur in het onderzoek naar de moord op Jan. Hij komt meerdere malen samen met zijn team ter smissen onderzoeken, op zoek naar Werner. En hij ondervraagt meerdere mensen. Later komt hij terug als inspecteur bij het onderzoek naar de serieverkrachter. Hij moet de zaak oplossen en ontmoet zo veel Thuis-personages, omdat iedereen verdacht is. Hij denkt even zeker te zijn dat Arno er iets mee te maken heeft en doet er alles aan om hem vast te zetten, maar de hoofdinspecteur had dat door en hij werd van de zaak gehaald. 
Jaren later moet hij de verdwijning van Sofie oplossen. Na lang zoeken wordt haar lichaam gevonden in de Ardennen. Mike is een hoofdverdachte maar tegen zijn zin moet Geens hem laten gaan. Een dag later blijkt Mike te zijn vermoord. Zo moet Sylvain nu ook die moord oplossen. Iedereen van de Thuis-personages wordt verdacht omdat Mike bij niemand geliefd was. Later blijkt dat Eric (de vader van Sofie) Mike heeft gedood nadat deze hem had uitgedaagd. Eric wint later zijn proces en wordt vrijgelaten. Sylvain is daar blij om en wordt zo weer een klein beetje geliefd bij de Thuis-bewoners. Sylvain was ook even verliefd op Martine. Na het proces van Eric verdween hij. En kwam niet meer terug.